# مونتي سان بييترو
مونتي سان بييترو (بالإيطالية: Monte San Pietro)‏ هي بلدية في مقاطعة بولونيا في إقليم إميليا رومانيا الإيطالي.

## السكان
في سنة 1861 بلغ عدد السكان 4٬431 نسمة، وتطور العدد ليصل في سنة 2011 لـ 10٬820 نسمة.
يظهر هذا المخطط البياني تطور النمو السكاني لـ مونتي سان بييترو